# 仰臥推舉
仰臥推舉（英語：bench press），簡稱卧推，又稱平板卧推、胸部推舉，是一种由胸大肌、前三角肌与肱三头肌主要参与，背部、腿部和核心肌肉辅助参与的力量训练。训练卧推可以增强上半身力量并发展上半身肌肉。卧推被广泛地用于负重训练、健美、健力等类型的健身训练中，与深蹲、硬拉共同称为「健身三大项」。
卧推需要杠铃或一对哑铃作为重物。做卧推时，需要先仰卧，双手将重物压低到胸部所处的水平线以下，接下来将重物向上推到手臂伸直。

## 形式与变化
卧推的起始动作为：举重物者躺在卧推凳上，挺胸並将肩胛骨內收以为卧推提供稳定坚实的基础，同时手腕不应弯折。正確卧推姿勢必須沉肩，主练胸大肌、三角肌前束、肱三头肌。挺胸是為了減少三角肌前束的參與，增強胸肌的感應，而手肘向內收可令三頭肌感應增強。如果肩膀錯誤地耸起，則會過度使用三角肌前束和斜方肌，不能对胸部达到理想的锻炼效果，并且容易造成肌肉拉伤。

### 工具

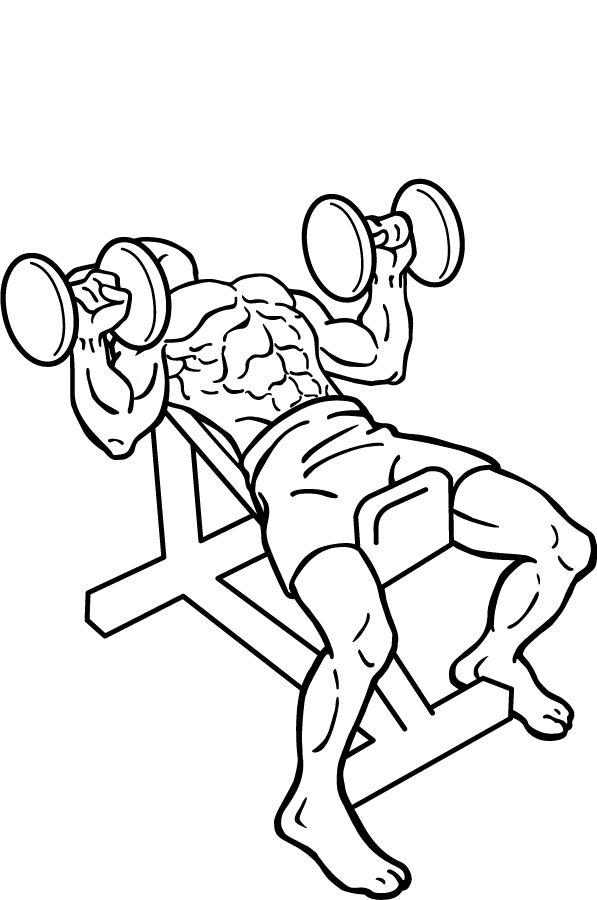
啞鈴卧推

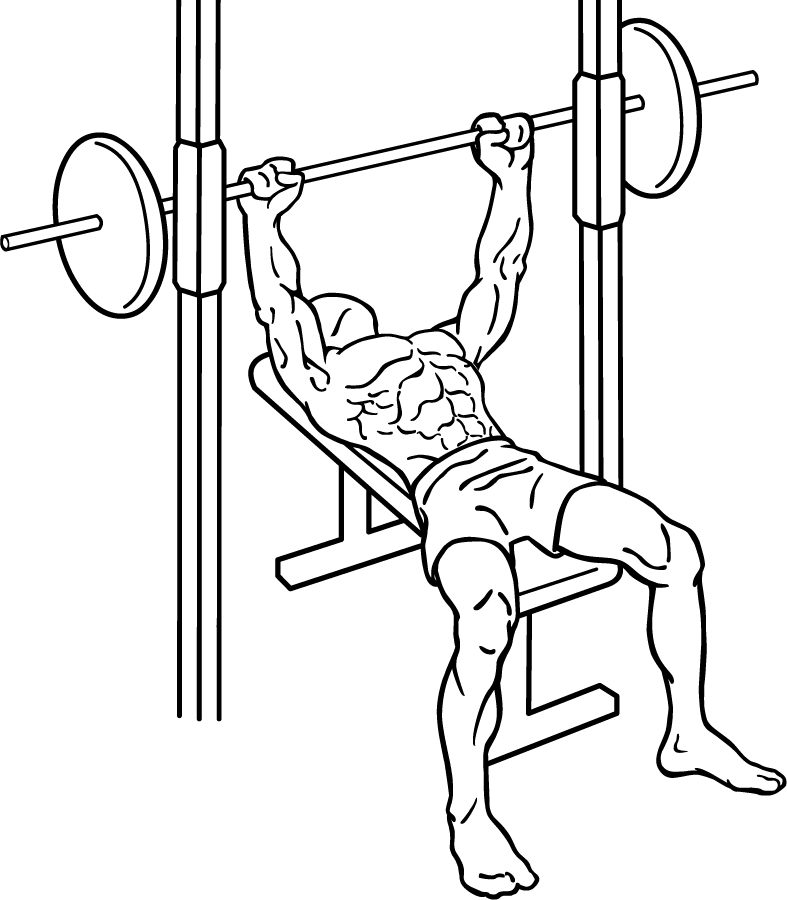
史密夫架卧推

- 槓鈴－標準槓鈴淨重20公斤，槓的兩旁可以加上鐵餅（槓片），每塊鐵餅重量由2.5公斤至25公斤不等。
- 啞鈴－每手各執一隻啞鈴，啞鈴重量由0.5公斤至50公斤不等。
- 史密夫架（Smith machine）－設有固定軌道可以幫助平衡，防止槓鈴左右搖擺，適合初學者所用。

### 角度
改變卧推凳的角度可以有效分別训练胸肌上、中、下三部分。平凳练中胸，凳向上傾练上胸，凳向下傾练下胸，而傾斜角度多為30至45度之間。

### 稳定性
腳掌的擺放亦影響卧推時的稳定性，一般平放於地上比較稳定，将脚放凳上則可以一併鍛鍊腹部肌肉。

### 手的位置
握手的闊度可以影響肌肉的鍛鍊，两手距离两倍肩宽，較窄的握手肱三頭肌運用會較多。
初学者推荐1.5倍肩宽开始锻炼。

## 可能产生的伤害
不正确的卧推形式可能导致多种类型的伤害：
- 握手姿勢不正確導致手腕筋腱發炎。

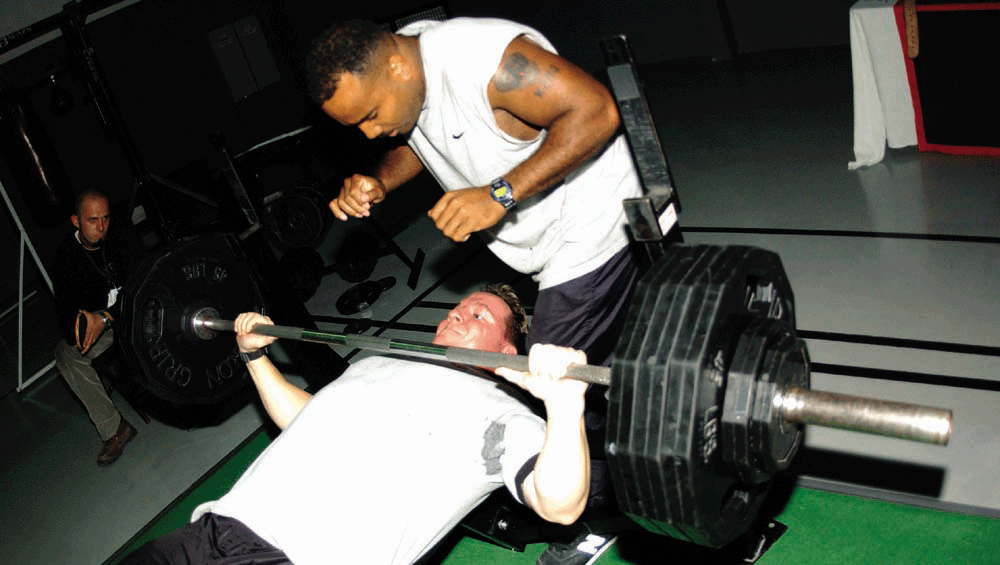
在有保护者的情况下，一个士兵（躺卧）正在进行卧推

- 滑手，槓鈴壓胸導致胸骨折斷，甚至壓到頸部導致死亡。[4]
- 肩部韧带/腱撕裂。
- 推舉角度不正確導致手肘關節受傷